# Oxycera laniger
Oxycera laniger är en tvåvingeart som först beskrevs av Seguy 1934.  Oxycera laniger ingår i släktet Oxycera och familjen vapenflugor. Inga underarter finns listade i Catalogue of Life.